# Lenhovda landskommun
Lenhovda landskommun var en tidigare kommun i Kronobergs län.

## Administrativ historik
Den 1 januari 1863 började kommunalförordningarna gälla och då inrättades i Lenhovda socken i Uppvidinge härad i Småland denna kommun. År 1940 inrättades ett municipalsamhälle, likaledes med namnet Lenhovda municipalsamhälle. I samband med den landsomfattande kommunreformen 1952 bildade den storkommun genom sammanläggning med den tidigare kommunen Herråkra. 31 december 1956 upplöstes municipalsamhället och landskommunen ombildades till Lenhovda köping en av de sista sådana ombildningar i Sverige.
Området gick från 1971 upp i nybildade Uppvidinge kommun.
Kommunkoden 1952–56 var 0704.

### Kyrklig tillhörighet
I kyrkligt hänseende tillhörde kommunen Lenhovda församling. Den 1 januari 1952 tillkom Herråkra församling.

## Geografi
Lenhovda landskommun omfattade den 1 januari 1952 en areal av 358,08 km², varav 338,63 km² land.

## Politik

### Mandatfördelning i Lenhovda landskommun 1938–1954
| 3 | 13 |  | 5 | 3 |

| 24 |

| 4 | 12 | 6 | 3 |

| 25 |

| 5 | 12 | 6 | 2 |

| 24 |

| 3 | 15 | 8 | 2 | 2 |

| 27 |

| 4 | 14 |  | 6 | 2 | 3 |

| 28 |